# タシガン県
タシガン県（タシガンけん、Trashigang Dzongkhag：タシガン・ゾンカック）は、ブータンの県の一つ。ブータンの東部に位置する、東ブータンの中心地。県都はタシガン。トラシガン、ツァシガンとも表記される。

## 地理
県内には、ブータン国内にある空港２つのうちの一つ、ヨンプラ空港がある。県西部には、ガムリ川、ドラン・メチュー川が流れている。

## 基礎自治体
タシガン県は以下15のゲオクで構成されている。
- バーシャム村（英語版）
- ビドゥン村（英語版）
- カングルン村（英語版）
- カンパー村（英語版）
- カリン村（英語版）
- ルマン村（英語版）
- メラク村（英語版）
- フォンメイ村（英語版）
- ラディ村（英語版）
- サックテン村（英語版）
- サムカール村（英語版）
- ションフー村（英語版）
- スリムシング村（英語版）
- ウゾロン村（英語版）
- ヤンニエ村（英語版）

## 文化

### 民族
シャーチョップ人(ゾンカ語で東方の人を意味する)が主な民族である。シャーチョップ人はインド人とチベット人の混血民族である。

### 言語
県内ではシャーチョップ人の話すシャーチョップ語が優勢な言語となっているが、その他に東Bodish諸語のDakpa語や南Bodish諸語のBrokpa語の話者も存在する
。